# Smaragdna crvenka
Smaragdna crvenka ili Ognjena devica (lat. Pyrrhosoma nymphula) je vrsta vodene device iz porodice Coenagrionidae. Prepoznatljiva po crvenoj boji tela.

## Opis
Dužina tela varira od 33-36 mm, a dužina zadnjeg krila je oko 20 mm. Kod oba pola preovladava jarkocrvena boja. Mužjaci imaju malo crne boje od sedmog do desetog segmenta, kao i na prvom segmentu. Ženke imaju crne šare na svakom segmentu, ali varijabilne veličine i oblika. Kod oba pola donja polovina grudi je žuta. Krila su providna sa crnom pterostigmom.

## Rasprostranjenje
Pyrrhosoma nymphula je vrsta zapadnog Palaearktika i uglavnom je ograničena na Evropu sa malim brojem populacija pronađenih u severnom Maroku, severnom Tunisu i planinama Jugozapadne Azije. Brojnost ove vrste opada na istočnom delu areala, aodsutna je iz delova evropske Rusije i većeg dela istočne Ukrajine. Na jugoistok je rasprostranjena do Kavkaza i severa Irana.
Ova vrsta je prisutna u sledećim državama: Albanija; Andora; Austrija; Belorusija; Belgija; Bosna i Hercegovina; Bugarska; Hrvatska; Češka; Danska; Estonija; Finska; Francuska; Gruzija; Nemačka; Grčka; Guernsei; Mađarska; Iran, Islamska Republika; Irska; Ostrvo Man; Italija; Džersi; Latvija; Litvanija; Luksemburg; Makedonija, Bivša Jugoslovenska Republika; Crna Gora; Maroko; Holandija; Norveška; Poljska; Portugal; Rumunija; Ruska Federacija (Evropska Rusija); Srbija; Slovačka; Slovenija; Španija; Švedska; Švajcarska; Turska; Ukrajina; Velika Britanija.

## Stanište
Ova vodena devica naseljava male bare, jezera i neretko sporotekuće reke. Retke su na brzotekuće reke.

## Biologija
Jedna od najčešćih vrsta vodenih devica, sa ranim periodom izletanja već u aprilu ili maju, međutim adulti se sreću i u septembru. Pare se na vegetaciji, nakon čega ženka polaže jaja u pratnji mužjaka. Jaja polaže u vodu, potapajući deo abdomena. Larve se formiraju nakon dve sedmice, a period razvića samih larvi traje do dve godine.

## Životni ciklus
Posle parenja ova vrsta jaja polaže u tandemu. Razviće larvi traje dve godine nakon čega se izležu odrasle jedinke. Larve se za to vreme hrane sitnim vodenim beskičmenjacima. Svoje egzuvije, nakon izleganja, ostavljaju na obalnim zeljastim biljkama.

## Galerija
- Parenje
- Poleganje jaja - video
- Mužjak, dorzalno
- Ženka, lateralno
- Mužjak jede plen
- Mužjak - toraks
- Oči
- Završetak abdomena